# Dmitri Nikolajewitsch Sadownikow

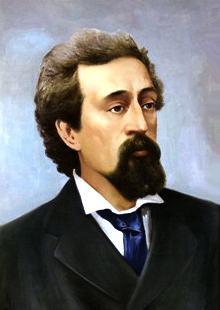
Porträt

Dmitri Nikolajewitsch Sadownikow (russisch Дмитрий Николаевич Садовников, Transliteration Dmitrij Nikolaevič Sadovnikov; * 25. Apriljul. / 7. Mai 1847greg. in Simbirsk; † 19. Dezemberjul. / 31. Dezember 1883greg. in Sankt Petersburg) war ein russischer Dichter und Ethnograph. 1884 kam postum eine Sammlung von Märchen aus dem Gouvernement Samara heraus. Er ist der Autor des Liedes „Hinter der Insel hervor auf den Strom“ (Из-за острова на стрежень).